# Maison à basse consommation d'énergie

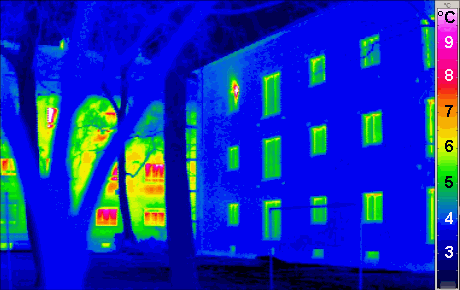
Thermographie d'une maison à basse consommation d'énergie, montrant les pertes de chaleur (comparées à celles d'un bâtiment traditionnel à l'arrière-plan).

Une maison à basse consommation d'énergie est une maison dont les choix de construction est économique et (orientation du bâtiment, matériaux et types d'énergies utilisés) permettent de limiter la consommation énergétique.
Ce type de maison est devenu la norme en France pour toutes les constructions neuves, depuis le Grenelle de l'environnement et la réglementation thermique qui en a découlé (actuellement RT 2012). L'objectif fixé à partir du 1er janvier 2013, pour les constructions neuves, est de ne pas dépasser une consommation en énergie primaire de 50 kilowatts-heures par mètre carré et par an (50 kWhep/m2.an) pour le chauffage, la climatisation, la production d'eau chaude sanitaire, la ventilation et l'éclairage, en attendant des exigences plus élevées à l'horizon 2020, avec le bâtiment à énergie positive (BEPOS).

## Historique et enjeux
Les principes de base de la maison à basse consommation d'énergie remontent à l’Antiquité mais ils bénéficient de savoirs et de matériaux nouveaux. Depuis les temps les plus reculés, et particulièrement dans les zones très froides ou très chaudes, les humains ont privilégié des types d'habitat à murs épais et ouvertures limitées, pouvant préserver la chaleur en hiver et la fraicheur en été. À partir des années 1970 apparaissent des bâtiments économes en énergie, d'abord dans les pays d'Europe du Nord, qui développent des normes et contribuent à l'idée d'habitat performant (exemple : Passivhaus en Allemagne).
Il faut savoir que le secteur du bâtiment et de l'habitat représente 43 % de l'énergie consommée en France (contre 31 % pour le transport et 26 % pour l'énergie), qu'il dépend à plus de 50 % des combustibles fossiles (pétrole, gaz, charbon) et qu'il est responsable de 23 % des émissions de gaz à effet de serre enregistrées en France.
Le protocole de Kyoto, traité international adopté en 1997 et entré en vigueur en 2005, s'est fixé comme objectif la réduction des émissions de gaz à effet de serre. Il est relayé au niveau européen par le programme Paquet Énergie-Climat ou "3 X 20" (2008), qui vise, à l'horizon 2020, une diminution de 20 % des émissions de CO2, une augmentation de 20 % de l'efficacité énergétique, et une couverture des besoins d'énergie finale par les énergies renouvelables, à hauteur de 20 %.

## Recommandations officielles en France
En 2007, la France lance le Grenelle de l'Environnement, qui réunit l'État et des représentants de la société civile dans le but de définir une feuille de route en faveur de l'écologie et du développement durable. Parmi les grandes thématiques abordées figurent l'habitat et l'énergie. Le gouvernement se fixe plusieurs objectifs dans ce domaine, par l'intermédiaire des lois Grenelle I (2009) et Grenelle II (2010), et notamment :
- le "Facteur 4" : division par 4 des émissions de gaz à effet de serre à l'horizon 2050
- 23 % d'énergies renouvelables à l'horizon 2020
- plan bâtiment avec confirmation de la norme de 50kWhEP/m²/an pour les bâtiments neufs
- incitation à la rénovation des bâtiments existants, avec un objectif de moins 38 % de consommation d'énergie dans le domaine du bâtiment

En 1974 une règlementation thermique avait déjà permis la division par 2 de la consommation énergétique des constructions neuves. Le Grenelle de l'environnement a prévu de la diviser à nouveau par 3 grâce à une nouvelle règlementation thermique, dite RT 2012, applicable à tous les permis de construire déposés à partir du 1er janvier 2013 pour tous les bâtiments neufs servant à l’habitation.
La RT 2012 comporte trois exigences de résultats relatives à la performance du bâtiment :
- indice Bbio max (caractérise l’impact de la conception bioclimatique sur la performance énergétique du bâtiment)
- indice Cep max (caractérise la consommation d'énergie primaire)
- indice Tic (caractérise la température intérieure conventionnelle)

Une maison à basse consommation d'énergie doit afficher un DPE (diagnostic de performance énergétique) de classe A. Le DPE, obligatoire depuis 2006 pour les biens en vente et depuis 2007 pour les biens en location, apporte des informations sur la consommation d'énergie d'un logement, ainsi que sur ses émissions de gaz à effet de serre.
Pour atteindre ses objectifs et venir en aide à tous les acteurs, le gouvernement a créé notamment une plate-forme de recherche et d'expérimentation sur l'énergie dans le bâtiment, PREBAT.  1 360 opérations représentant plus de 2 600 bâtiments ont été sélectionnées et soutenues dans le cadre des appels à projets Prébat. L’Ademe en a dressé un bilan pour 2007-2012, qui montre que la basse consommation peut être atteinte avec les technologies existantes et pour des coûts maîtrisés.

## Normes et labels
Les labels sont attribués par des organismes certifiés et indépendants. Ils permettent une reconnaissance de la qualité de construction et le respect des normes (RT2012). Le propriétaire d'une maison certifiée peut se voir attribuer des aides financières et son bien se vendra mieux lorsqu'il décidera de s'en séparer. On distingue notamment :
- les labels Effinergie[6]: l'ancien label BBC a fortement inspiré la RT2012 et a été remplacé par : Effinergie + Neuf (2010, pour les bâtiments neufs), Effinergie Rénovation (2009, pour les bâtiments rénovés, dont la consommation ne doit pas excéder 80 kWh/m²/an) et BEPOS - Effinergie 2013 (label pilote, étape vers la généralisation des BEPOS)
- le label Bâtiment passif ou Passivhaus certifie le respect de normes[7]
- les labels réglementaires de l'État, en application de la RT2012 : HPE (Haute performance énergétique) et THPE (Très haute performance énergétique) : ils sont en attente de publications officielles et devraient rejoindre les exigences de Effinergie

## Contraintes et avantages économiques
Coût :
Le surcoût d’une maison individuelle respectant la Réglementation Thermique 2012 est en général de 10 à 15 %. Cela est principalement dû aux prix des matériaux nécessaires et indispensables pour atteindre les objectifs fixés
Retour sur investissement :
Il faut savoir que la facture annuelle de chauffage représente 900 euros en moyenne par ménage, avec de grandes disparités (250 euros pour une maison "BBC" jusqu'à plus de 1800 pour une maison mal isolée)
Les économies réalisées sur la consommation d'énergie, qui est trois à quatre fois plus faible qu’une maison classique permet un bon retour sur investissement (environ 4 ans). On estime l'économie réelle à 15 000 euros sur 20 ans, pour une maison individuelle.
Avantages fiscaux et aides financières :
Parmi les avantages liés à la construction de bâtiments respectant la RT2012, on notera :
- l’Eco-Prêt à Taux zéro  (Eco-PTZ)  qui facilite l’accession à la propriété pour les primo-accédants investissant dans un logement neuf à forte performance énergétique, grâce notamment à la suppression des intérêts, pris en charge par l'État.
- Les bâtiments détenteurs du label « BBC » peuvent d’autre part bénéficier d’une diminution, voire d’une exonération de taxe foncière sur les propriétés bâties
- la loi Duflot, ex-dispositif Scellier pour l'investissement locatif garantit à tous les contribuables français acquéreurs d’un logement neuf et destiné à la location une réduction d’impôt étalé sur neuf ans et qui correspond à 18 % du prix de revient initial, pour les logements labellisés BBC[12],[13]
- le crédit d'impôt développement durable, pour les bâtiments existants (plafonné à 8 000 euros, il concerne les travaux d'isolation thermique ou de remplacement des équipements, qui devront respecter des exigences énergétiques)

## Caractéristiques d'une maison à basse consommation d'énergie

### Conception bioclimatique de l'habitat
- Orientation de la maison[14]

L’objectif est de récupérer au maximum la chaleur et la lumière du soleil en hiver et de réduire ces mêmes contributions en été. L’exposition Est-Ouest n'est pas recommandée. À l’Ouest, le bâtiment accumule la chaleur en raison de l’exposition directe du soleil l’après-midi et engendre des surchauffes en été.
Exposition Nord est la partie la plus froide. Il faudra aménager des espaces peu utilisés au Nord afin de réduire l’impact du froid, de minimiser les diminutions de température du bâtiment et contribuer aux économies d’énergies et au confort des habitants. Le garage, les escaliers, les couloirs, etc. sont des pièces peu utilisées et à faible température : elles constituent des zones tampons idéales.
Exposition Sud est souvent la plus intéressante pour respecter le confort d’été et récupérer les apports solaires gratuits l’hiver. En hiver, le soleil très bas réchauffe les parois de la maison qui préservent la chaleur, les rayons solaires pénètrent à l’intérieur par les fenêtres, et assurent ainsi un chauffage de base. C'est au sud que l'on disposera les pièces de vie. L’orientation vers le Sud est également favorable aux systèmes à énergie solaire (capteurs solaires thermiques pour le chauffage et l’eau chaude, panneaux photovoltaïques pour la production d’électricité). En été, le soleil arrive verticalement et n'entrera pas dans la maison, dont les baies peuvent être protégées par une avancée (balcon ou brise-soleil par exemple) ou des stores à lamelles orientables.
- La forme du bâtiment[15]

L'architecture d'une maison a un impact très fort sur la consommation d'énergie. Le rôle de l'architecte est très important. Plus un bâtiment est compact, moins il consomme de l’énergie. C'est pour cela que pour une bonne habitation, le rapport des surfaces des parois en contact avec l'extérieur sur la surface habitable doit être faible. La forme sphérique est la forme qui possède le rapport surface sur volume le plus petit. Elle est donc parfaite pour réduire les pertes thermiques de l'enveloppe du bâtiment. Néanmoins, dans un souci d'architecture traditionnelle, on utilise le cube qui se rapproche le plus de la sphère. Un bâtiment compact consommera donc moins qu'un bâtiment en L ou à plusieurs étages.

### Forte isolation thermique
L'isolation thermique désigne l'ensemble des techniques mises en œuvre pour limiter les transferts de chaleur entre un milieu chaud et un milieu froid. Les normes 2012 de résistance thermique R (en m².K/W) sont les suivantes : une R uperieure à 8 pour les combles, à 4 pour les murs et les sols,.
Que le système constructif soit d’ossature de bois, de parpaings ou de briques, il faut isoler toutes les parois. L'isolation sera thermique, mais aussi acoustique,.
- Isolation des murs :
  - Par l’intérieur : Il existe deux méthodes différentes : le doublage collé qui consiste simplement à coller sur le mur l’isolant associé à une plaque de plâtre, ou l’ossature métallique qui consiste à glisser entre un mur et une structure métallique faite de rails et de montants l’isolant.
  - Par l’extérieur : On enveloppe la maison d’un matériau isolant qu’on recouvre ensuite d’un revêtement extérieur tel que des enduits, bardages etc. pour protéger des intempéries.
  - Isolation répartie : Ce système n'est possible qu’avec certains modes de construction où la structure du bâtiment présente lui aussi des performances thermiques.
- Isolation des combles et plafonds : L’isolation du toit est essentielle pour une bonne isolation thermique, car on considère que c'est par le toit que s'échappe 30 % de la chaleur du bâtiment[20]. Il faudra isoler les combles perdus (isolant en "vrac" afin de former un matelas continu et homogène) et les combles aménagés (il existe deux techniques d’isolation : par l’intérieur ou par l’extérieur, grâce au sarking, cette technique consiste à poser un pare-vapeur horizontalement et parallèlement à la gouttière du bâtiment puis poser jointivement un isolant par-dessus).
- Isolation des sols : Pour isoler le plancher on opte pour du polystyrène expansé, extrudé, de la laine de bois, des isolants projetés, etc. Lorsque le plancher est sur vide sanitaire, on fabrique un plancher à isolation mixte fait d’un entrevous en polystyrène et d’un isolant sous chape.

Les caractéristiques de quelques isolants : 
Le pouvoir isolant d'un matériau provient de l'air qu'il emprisonne. Il existe un grand nombre de matériaux isolants, dont :
| Matériau            | Composition                                                       | λ (W/(m.K))   |
| ------------------- | ----------------------------------------------------------------- | ------------- |
| Laine de verre      | Fibre de verre                                                    | 0.030 - 0.040 |
| Polystyrène expansé | Billes de polystyrène expansées par de la vapeur d'eau            | 0.030 - 0.038 |
| Polystyrène extrudé | Billes de monomère styrène extrudées avec un agent gonflant (gaz) | 0.029 - 0.035 |
| Ouate de cellulose  | Papier recyclé rendu ininflammable et résistant à la vermine      | 0.035 - 0.041 |
| Fibre de bois       | Résidus de bois                                                   | 0.038 - 0.045 |

Les ponts thermiques
Un pont thermique est une zone ponctuelle ou linéaire qui, dans l’enveloppe d’un bâtiment, présente une variation de résistance thermique. Il s’agit d’un point de la construction où la barrière isolante est rompue. Un pont thermique est donc créé s'il y a :
- changement de la géométrie de l’enveloppe,
- changement de matériaux et ou de résistance thermique.

Dans les années 2000, un pont thermique représentait 10 à 20 %  des déperditions totales d’un bâtiment. Avec le temps, l’isolation s’est améliorée et le pourcentage des déperditions dues aux parois a fortement baissé, et celui des ponts thermiques a fortement augmenté. Depuis la mise en vigueur de la Réglementation thermique 2012, des solutions sont mises en place pour réduire au maximum les ponts thermiques à l’aide notamment de rupteurs de pont thermique et de l’isolation par l’extérieur. Un rupteur est un dispositif mis en place pour stopper les ponts thermiques, comme une « isolation » au niveau de ces ponts. Les ponts thermiques constituent donc des zones de fortes déperditions thermiques. Il est important de les limiter pour améliorer le bâtiment.

### Des ouvertures performantes
Pourquoi se préoccuper de répartir les vitrages suivant les points cardinaux ?
- Car les vitrages et menuiseries extérieures sont de 3 à 7 fois moins isolantes thermiquement qu'un mur plein[22].
- Car les vitrages laissent entrer les rayons solaires dans la maison, ce qui est très favorable l'hiver mais peut entraîner des surchauffes l'été.

Il est recommandé de prévoir des ouvrants sur les quatre faces de la maison pour pouvoir bénéficier de ventilation traversante l’été, et de ne pas dépasser 25 % de la surface habitable en surface vitrée.
La répartition des surfaces de fenêtres peut être envisagée de la manière suivante : 50 % au sud, 20 à l’est, 20 % à l’ouest et 10 % au nord.
Des protections solaires (occultations diverses telles que stores extérieurs, volets, casquettes…) devront être prévues dès la conception pour éviter les surchauffes en saison estivale.
Les matériaux utilisés : L’isolation thermique de haute performance permet de garder la chaleur l’hiver, mais aussi de maintenir la fraîcheur l’été. Les fenêtres doivent avoir un coefficient thermique Uw inférieur à 1,6 W/(m2 .K). Par exemple double vitrage à isolation renforcée : vitres de 4 mm, dont une face est recouverte d'une couche basse émissivité, séparées par une couche de gaz de 12 mm (parfois du triple vitrage dans les zones de montagne et pour les façades exposées au nord), ainsi qu'un châssis isolant, lui aussi constitué de plusieurs couches (bois, aluminium, PVC) renforcées de mousses ou autres isolants. Une attention particulière sera portée aux joints entre le châssis et le bâti lors de la pose.
Un même soin sera apporté à la qualité (fabrication, matériaux, pose) des portes.

### Parfaite étanchéité
L'un des grands changements entre la RT 2005 et RT 2012 est l'instauration de valeurs limites au niveau des fuites d'air.
Qu'est ce que l'étanchéité à l'air ?
Ces fuites d'air dans une maison représentent une part importante des pertes d'énergies. Dans les maisons, les fuites d'air peuvent avoir lieu aux liaisons entre les éléments (la jonction d'une huisserie à un mur par exemple) ou aux encadrements de baies vitrées coulissantes, ou encore aux prises de courant (l'air peut passer par les gaines électriques). Les travaux d'isolation doivent être complétés par des mesures visant à parfaire l'étanchéité,.
Le test d'infiltrométrie (ou test de la porte soufflante) consiste à mesurer l’infiltration d’air. Une machine équipée d'un ventilateur est disposée sur la porte d’entrée de la maison ou du bâtiment. Celle-ci mesure la quantité d’air entrant dans la maison. À l'aide d'une machine à fumée, il est facile de suivre les courants d'air et de détecter les fuites. La RT 2012  fixe un seuil d'étanchéité.
Lorsqu'un bâtiment se construit, il est devenu obligatoire de mesurer l'étanchéité à l'air en fin de construction.

### Une ventilation double-flux avec récupération de chaleur sur l'air vicié
Il existe des VMC à simple ou double flux. Si l'installation se contente d'évacuer l'air vicié, il s'agit d'une ventilation mécanique contrôlée à simple flux. Celle-ci comporte un seul réseau de gaines. Dans les pièces de vie, l'arrivée d'air frais est assurée par des entrées d'air en liaison directe avec l'extérieur,,.
Avoir un système de renouvellement de l’air efficace permet d'assurer la qualité de l’air intérieur par un apport suffisant d’air neuf et d’évacuer les pollutions de l‘air comme odeurs, humidité, composants organiques volatils (COV)… Cela permet aussi d’améliorer la performance énergétique du bâtiment en contrôlant la quantité d’air renouvelée pour augmenter le confort thermique et acoustique. De plus, cela protège le bâtiment des dégradations produites par l’humidité.
Une VMC (ou Ventilation mécanique contrôlée) hygroréglable à simple flux s’adapte en fonction du besoin de renouvellement de l’air. Le débit de cet air s’accroît lorsque l’humidité augmente dans la maison et est réduit lorsque les locaux sont vides, pour faire des économies d’énergie. Les ouvertures et les fermetures des bouches et les entrées d’air sont entièrement automatisées.
Pour renouveler l’air dans toutes les pièces d’une maison, le plus logique est de le faire entrer dans les pièces de vie sèche, comme le salon, les chambres ou le bureau, et de le faire sortir par les endroits où se concentrent l’humidité et les mauvaises odeurs, comme la cuisine, la salle de bains ou les toilettes.
Une ventilation à double flux, avec récupération de l'air vicié, sera plus écologique, car la chaleur de l'air vicié est récupérée au moyen d'un échangeur thermique avant d'être réintroduite dans le circuit (sans perte de chaleur).

### Utilisation d'énergies renouvelables

#### Énergie thermique
Présentation : l'énergie solaire thermique est souvent utilisée pour fournir partiellement ou totalement de l’eau chaude sanitaire (ECS), plus rarement pour assurer le chauffage de la maison. Cette pratique limite efficacement les émissions de gaz à effet de serre, raison pour laquelle ce dispositif est fortement encouragé par de nombreux États et collectivités via la fiscalité et les primes (bonus écologique, crédits d'impôts). Un chauffe-eau solaire couvre entre 40 et 80 % des besoins en eau chaude d'une famille.
Exemple de fonctionnement du chauffe-eau solaire : les rayons du soleil, piégés par des capteurs thermiques, transmettent leur énergie à des absorbeurs métalliques, lesquels réchauffent un réseau de tuyaux de cuivre où circule un fluide caloporteur. Cet échangeur de chaleur chauffe à son tour l'eau stockée dans un chauffe-eau.
Il existe trois types de panneaux solaires thermiques, :
- les capteurs plans non-vitrés pour lesquels l’eau circule dans un absorbeur généralement noir ouvert à l’air ;
- les capteurs plans vitrés (les plus courants) ;
- les collecteurs à tubes sous vide, composés de capteurs solaires apprêtés à un collecteur calorifique sur lequel sont fixés des tubes solaires en verre sous vide.

Les panneaux solaires sont installés dans le jardin, sur le toit ou sur des pare-soleils, là où le soleil est le plus présent (c'est-à-dire de préférence au sud), avec une inclinaison optimale de 30°. Selon les modèles les capteurs doivent être installés en surimposition ou intégrés dans la toiture. Pour une production d’eau chaude sanitaire uniquement il faut compter de 0.7 à 1,5 m2 de capteurs par habitant selon les régions, associés à un stockage de 50 litres/m² de capteurs.
Coût de l’opération et retour sur investissement
Il faudra compter environ pour une famille de quatre personnes de 3800 à 5 800 euros d'investissement (capteurs, ballons, régulations, raccordements), avec un retour sur investissement de 10 ans environ.

#### Énergie solaire photovoltaïque
Présentation et fonctionnement
L’énergie solaire est disponible partout sur Terre et représente, théoriquement, 900 fois la demande mondiale en énergie.
L'énergie solaire photovoltaïque est l'électricité produite par transformation d'une partie du rayonnement solaire au moyen d’une cellule photovoltaïque. Schématiquement, un photon de lumière incidente permet sous certaines circonstances de mettre en mouvement un électron, produisant ainsi un courant électrique.
La production d’électricité photovoltaïque repose donc sur un procédé de conversion directe de la lumière en électricité, et ce grâce à des matériaux dits « semi-conducteurs ».
Deux technologies sont principalement utilisées aujourd’hui :
- Les panneaux de première génération qui utilisent le silicium. Ces panneaux représentent 85 % du marché photovoltaïque mondial.
- Une deuxième génération, dite en couches minces, s’est développée sur le marché. Ils sont plus efficaces mais aussi plus coûteux car ils utilisent des minerais plus rares (indium et tellurure). Ils représentent 15 % du marché mondial.

En 2008, l’Allemagne cumulait 40 % et le Japon 25 % du solaire photovoltaïque installé dans le monde.
25 m2 de modules peuvent produire en un an l’équivalent de la consommation électrique (hors chauffage, cuisine et eau chaude) d’une famille de quatre personnes, soit environ 2 500 kWh. Il est préférable d’orienter les modules au sud, si possible avec une inclinaison de 30° par rapport à l’horizontale.
Les panneaux solaires ont une durée de vie de 20 à plus de 30 ans et sont presque intégralement recyclables.
Limites et coût
- Les panneaux photovoltaïques les plus répandus, faits de silicium cristallin, sont lourds, fragiles et difficiles à installer.
- L’énergie électrique n’est pas « directement » stockable, c'est-à-dire sous sa forme primaire.
- La technologie photovoltaïque est encore trop coûteuse pour être totalement compétitive face aux énergies fossiles, son coût au kilowattheure est environ 4 fois supérieur.[réf. nécessaire]

L'installation des panneaux solaires reste en effet relativement chère : en fonction du type de matériau utilisé, le prix de l'installation d'un système photovoltaïque couvrant une surface de 10 m2 varie entre 5000 et 9 000 euros. En outre, en ce qui concerne le solaire photovoltaïque, le prix du raccord à l’EDF (Électricité de France) est d’environ 18 000 euros pour 20 m2 raccordés. Une partie des efforts de recherche vise à améliorer les rendements et réduire les coûts des cellules photovoltaïques.
 À l'horizon 2020 (bâtiments à énergie positive, qui seront la norme, cf RT2020), les bâtiments devaient être équipés de panneaux photovoltaïques.

#### Énergie éolienne domestique
Le micro-éolien (puissance inférieure à 1 kW) et le petit éolien (puissance comprise entre 1 et 20 kW) peuvent représenter, dans les régions qui s'y prêtent (vents réguliers et fréquents), une alternative à l'énergie fossile. Selon la puissance et la régularité du vent, une éolienne de 5 kW qui tourne 2000 heures par an à sa puissance nominale peut produire l'équivalent de la consommation annuelle d'un ménage
- Fonctionnement : une éolienne est constituée d'un mât, d'un rotor ou hélice à axe vertical ou horizontal, composé de plusieurs pales et d'une génératrice qui transforme l'énergie mécanique en énergie électrique. L'énergie produite peut être utilisée sur place ou raccordée au réseau et vendue à EDF[40].
- Contraintes et coût : en dessous de 12 m de hauteur, l'installation est libre de toute contraintes (sauf déclaration de travaux et sauf stipulation contraire au Plan Local d'Urbanisme). Pour une génératrice de 50 kg et un rotor de 3 mètres, ce qui donne une puissance de 1 kW, il faut compter entre 3000 et 5 000 euros, avec un retour sur investissement compris entre 5 et 7 ans. Un crédit d'impôt est attribué au propriétaire qui se lance dans la construction d'une éolienne, ainsi que diverses aides locales[41].

#### Géothermie et puits canadien
La géothermie exploite les phénomènes thermiques internes de la Terre pour produire de la chaleur ou de l’électricité. Elle se présente sous forme de réservoir de vapeur, d’eau chaude ou encore de roche chaude. Il s'agit d'une énergie renouvelable, utilisée par plus de 70 pays.
La géothermie dans le bâtiment, : la chaleur est puisée dans le sol par des capteurs qui peuvent être enterrés verticalement, horizontalement ou placés dans l’eau des nappes :
- Les capteurs horizontaux sont répartis et enterrés à faible profondeur (de 0,60 m à 1,20 m), où de l’eau glycolée ou du fluide frigorigène circule en circuit fermé de l’intérieur.
- Sondes géothermiques verticales : elles sont installées dans un forage et scellées par du ciment, où l’on fait circuler en circuit fermé de l’eau glycolée. La profondeur peut atteindre plusieurs centaines de mètres, là où la température du sol est stable tout au long de l’année.
- Les pompes à chaleurs sur nappe : elles puisent la chaleur contenue dans les nappes phréatiques (où la température de l’eau est constante entre 7 et 12 °C), rivière ou lac, et nécessitent deux forages pouvant atteindre chacun plusieurs dizaines ou centaines de mètres de profondeur.

Le puits canadien : également appelé puits provincial ou échangeur air-sol, le puits canadien utilise la géothermie. Il s'agit d'une installation de ventilation naturelle, qui consiste à faire passer une partie de l’air extérieur par des tuyaux installés dans le sol à un à deux mètres de profondeur, avant qu'il entre dans la maison. Les dimensions du puits sont variables selon les terrains.
En hiver, le sol possédant une température plus élevée que l’extérieur, l’air passant par les tuyaux se réchauffe et rend la température de la maison plus constante. À l’inverse, le sol est plus froid que l’extérieur en été, et l’air passant par les tuyaux rafraîchit alors la maison. Le puits canadien sera donc utilisé en chauffage et climatisation naturelles.
Le puits canadien est couplé avec une pompe à chaleur (PAC) : c’est un dispositif thermodynamique qui transfère une quantité de chaleur d’un milieu dit « émetteur » (qui fournit), à un milieu « récepteur » (qui reçoit).
Selon sa fonction, la pompe à chaleur peut être utilisée comme un radiateur ou un réfrigérateur. Ici, l’air sert de fluide caloporteur (fluide chargé de transporter la chaleur entre plusieurs sources de température), tandis que le tube sert d’échangeur thermique tout en canalisant l’air du bâtiment.
Principe :
Le puits canadien fonctionne sur le principe suivant :
- L’air neuf entre par la bouche d’entrée.
- Il est conduit dans un tuyau ou une entrée d’air neuf, qui doit être enterré à au moins 1,5 mètre de profondeur, pour être à l’abri du gel, et que la température moyenne mensuelle à cette profondeur varie au cours des saisons. Le tube doit résister à la corrosion, étant en contact avec de l’air et de l’eau, à l’écrasement, car il peut y avoir passage d’un engin de surface, et à de légères déformations, pour accompagner un mouvement de terrain sans rompre.
- L’air est ensuite évacué des condensats, avant d’atterrir dans un échangeur, où l’air vicié de la maison est conduit à l’extérieur, tandis que l’air neuf remplit celle-ci.

Ce système, parfaitement écologique et économe en fonctionnement, est cependant assez coûteux en termes d'installation (compter autour de 20 000 euros), ce qui empêche sa diffusion auprès d'un public élargi.

### Maison intelligente
Les maisons à basse consommation d'énergie utilisent fréquemment la domotique (mot issu de la contraction du mot latin « domus », domicile, et du mot automatique), car celle-ci permet d'optimiser la consommation d'énergie.
La domotique est l’ensemble des techniques de l’électronique, de l’informatique et de communication qui permettent d’améliorer le confort et la sécurité de la maison (appartements, entreprises…). Elle permet de gérer une partie des systèmes de la maison. On peut ainsi automatiser la gestion des énergies, le système de sécurité, le chauffage, l’éclairage…
Applications pour l'habitat
- La gestion de l’énergie : le chauffage (température homogène dans toute la maison), la climatisation, la ventilation…
- La gestion des volets roulants.
- La gestion de l’électroménager.
- La gestion de l’éclairage.
- La sécurité : alerte en cas d’intrusion, d’incendie, détection de fuite de gaz, d’inondation…
- La communication : réception d’informations, contrôle à distance…
- La programmation des appareils électriques.

Comment ça marche ?
La domotique permet à tous les appareils de communiquer entre eux grâce au Wi-Fi, aux ondes radios ou au réseau électrique. On peut centraliser tous les appareils électroniques sur un même support comme un ordinateur, un Smartphone, une tablette ou une dalle tactile fixée sur le mur afin de les contrôler,.

## Exemples de réalisation

### La «Maison dans les arbres... en ville»,1remaisonà énergie positive en Corse
Primée lors de l'édition 2012 du challenge UMF des Maisons Innovantes, cette maison du constructeur Demeures Corses aux performances BEPOS a reçu la médaille d’or du défi urbanistique et environnemental ainsi que le prix spécial du jury.
Située à Bastia (Haute-Corse), la "Maison dans les arbres... en ville", conçue par Demeures Corses en collaboration avec l'architecte Angeline Faraud, est un exemple d'intégration entre densité urbaine et environnement naturel remarquable.
Conjuguant intimité, nature et fonctionnalités domotiques[réf. nécessaire], cette habitation individuelle de 164 m2 à l’architecture épurée[réf. nécessaire] propose également des solutions techniques innovantes[réf. nécessaire] permettant d’obtenir une performance énergétique BEPOS.
Une très haute performance environnementale, qui répond aux normes applicables en 2020 (RT 2020), soit près de 10 ans d’avance sur les exigences fixées par le Grenelle de l’environnement.
Demeures Corses, déjà à l’origine de la première habitation BBC sur l’île, en 2011, place la Corse à la pointe des avancées technologiques en matière de construction.

### Exemple de maison individuelle: la villa «Vision» à Carros, une maison «passive»
Cette maison, située à Carros près de Nice, a été certifiée « Maison passive » (critères du Passivhaus Institut) en novembre 2009. L’architecte et maître d'ouvrage est Philippe Axmann, le bureau d'études Vision Eco Habitats.
La consommation totale d'énergie primaire de cette maison n'excède pas 120 kWh/m²/an.
La villa est orientée au sud, possède une isolation et une étanchéité performante, une ventilation mécanique contrôlée (VMC) double flux reliée à un puits canadien, et est équipée d'un système domotique qui régule certains systèmes de la maison et notamment les stores à lamelles orientables (une station météo se trouve sur le toit). La température est constante été comme hiver (21-22°).
Il s'agit également d'un bâtiment à énergie positive, puisqu'il produit plus d'énergie (grâce aux panneaux photovoltaïques) qu'il n'en consomme. L'énergie solaire est exploitée sur le toit avec des capteurs photovoltaïques et des capteurs thermiques pour l'eau chaude. Grâce à cette production d'énergie, la rentabilisation du surcoût-construction se fait au bout de 5 ans.

### Exemple d'habitat collectif: la Salière à Grenoble
Le projet de « la Salière » est un exemple d’habitat collectif réalisé en mars 2010 à Grenoble par l’agence Tekhne Architectes. Ce bâtiment a obtenu le label BBC 2005 Effinergie.
Il a été conçu selon des exigences environnementales et possède une structure mixte faite de bois et de béton, avec des isolants naturels. Un chauffe-eau solaire a été mis en place, ainsi qu’une chaudière collective en bois granulé et un système de récupération de l'eau de pluie. Il possède une forme compacte creusée de manière à optimiser l’orientation sud, l’éclairage naturel et la ventilation qui traverse les appartements.
Morphologie et organisation de l’intérieur du bâtiment
Chacun des cinq logements, d'une surface habitable de 100 m2 en moyenne, dispose de toutes les orientations, d'une véritable pièce extérieure, d'une terrasse, d'une loggia, d'un balcon. Il est distribué par un escalier central qui se situe à l’air libre. Il est équipé également d'une VMC double-flux.
Le rez-de-chaussée est un espace destiné aux lieux de partage : grande salle commune, ouvrant sur le jardin, studio d’accueil, atelier de bricolage, caves, tri sélectif, chaufferie, silo.
Le chauffage et l’eau chaude
La chaudière en granulé de bois et le chauffe-eau solaire thermique assurent la production de l’eau chaude et du chauffage du bâtiment.
Chaque logement possède un plancher chauffant, et pour les locaux communs des radiateurs ont été installés. La consommation en énergie primaire pour le chauffage, l’eau chaude sanitaire, l’éclairage et les auxiliaires est de 64 kWh/m².an.
Données financières
Le coût total des travaux (hors taxes) est de 822 303 € (Soit un coût total des travaux de 1 065 € HT/m² de surface habitable.)

## Freins et critiques
Parmi les principaux freins à la généralisation des maisons à basse consommation d'énergie, on peut citer :
- un défaut d'information et de formation des différents acteurs : fabricants de matériaux, bureaux d'étude, architectes, entreprises de BTP, organismes de recherche, organismes de financement, assurances, utilisateurs
- un défaut de coordination, au niveau international (réglementation), mais aussi national (exemple des labels)

Les critiques, quant à elles, sont celles-ci :
- les dispositifs concernent essentiellement les constructions neuves. Or, le parc immobilier français se renouvèle lentement (de l'ordre de 1 % par an environ). Pour parvenir aux objectifs fixés, le gouvernement doit accentuer son action en direction des bâtiments existants et inciter à la rénovation
- les techniques et matériaux de construction employés dans les bâtiments à basse consommation d'énergie entraînent un surcoût de 7 à 15 % par rapport à une construction "classique" (voir plus haut)
- la question du confort et de l'esthétique : la forme très compacte de ces maisons ne plaît pas à tout le monde. Par ailleurs, certains habitants peuvent ressentir une sensation d'enfermement, du fait de l'étanchéité performante, et de la ventilation artificielle (plus besoin d'ouvrir les fenêtres). Pour finir, la taille et le nombre plus réduit des fenêtres peut donner l'impression d'une moindre luminosité par rapport à une maison comprenant de grandes baies vitrées.

## Comment sera la maison de demain?
- Le BEPos ou Bâtiment à énergie positive est un bâtiment qui produit plus d’énergie qu’il n’en consomme, d’où son nom. Il a donc recourt aux énergies renouvelables produites localement. D’ici 2020, ce bâtiment sera le modèle de l’habitat et de nouvelles normes de construction devraient préciser les modalités et contraintes de construction.

Lorsque l’on tente d'imaginer la maison de demain, et en quoi elle consommera toujours moins d'énergie, on peut évoquer certains projets qui sont au stade de la recherche et de l'expérimentation, voire de l'amélioration :
- l'utilisation de piles à combustible pour les chaudières. Il s'agit d'une énergie propre et très rentable (de l'ordre de 90 %) qui permet de produire de l’électricité par le biais de la production de l'eau par oxydation de H2 et réduction de O2 : 2H2 + O2 = 2H2O. Elle produit aussi de la chaleur, qui est récupérée pour chauffer l'eau (sanitaire et chauffage). Malheureusement elle a des inconvénients dont le coût, la durée de vie et le danger dû aux matières utilisées, qui sont explosives. Au Japon, près de 40 000 systèmes ont déjà été installés par des particuliers dans le cadre du programme ENE Farm[56],[57].
- le Smart grid, aussi connu sous le nom de "réseau intelligent". Il a pour but d’ajuster en temps réel la production et la distribution de l’électricité selon la consommation. Il permet au sein d’une maison de gérer les heures de « pointe » où l’électricité coûte le plus cher via un compteur intelligent. Il permet aussi d’optimiser le rendement des centrales, d’éviter d'avoir à régulièrement construire de nouvelles lignes, de minimiser les pertes en ligne et de pouvoir distribuer l’électricité au meilleur prix possible. Il est également utile à l'échelle d'un quartier, l'énergie surproduite par un particulier pouvant être utilisée à proximité par un voisin[58].
- le couplage habitat/transport, expérimenté sur le site de l'INES au Bourget (collaboration entre le CEA, l'INES et Toyota, avec le soutien de l'ADEME) : des bornes alimentées par l'énergie solaire photovoltaïque rechargent les batteries des véhicules de manière optimisée (en tenant compte des besoins)[59].
- la préfabrication est de plus en plus utilisée dans le domaine de la construction. Elle consiste à préparer un ensemble de matériaux (exemple : un mur entier, un plancher), ce qui permet de réduire l'effectif sur un chantier, de réduire la durée de construction, et donc les coûts. Les bâtiments à basse consommation sont directement concernés par cette évolution[60].
- Le stockage solaire inter-saisonnier : le PROSSIS (PROcédé de Stockage Solaire Inter-Saisonnier) a été expérimenté entre 2007 et 2012 par le CNRS des universités de Savoie, de Lyon, de Grenoble, le CEA-INES et le CIAT[61]. C'est en été que les panneaux solaires fournissent le plus d'énergie et que l'on en a le moins besoin. Le procédé consiste donc à stocker l'énergie produite l'été : on sépare les réactifs par un procédé endothermique l'été, on les conserve ensuite à température ambiante, puis on mélange les réactifs l'hiver, par un procédé exothermique. C'est un procédé à absorption LiBr/H2O qui a été testé.
- l'amélioration constante des matériaux, performants sur le plan énergétique, mais également sains et écologiques[62].

Le 4e Forum Bâtiment durable des Pôles de compétitivité, qui s'est tenu les 6 et 7 février 2014 à Marseille a permis aux différents intervenants de s'exprimer sur les questions de la prise en compte du climat et des aspects sanitaires dans la construction, et de présenter de nombreux projets en Europe.